# Delta paraconicum
Delta paraconicum är en stekelart som beskrevs av Giordani Soika 1972. Delta paraconicum ingår i släktet Delta och familjen Eumenidae. Utöver nominatformen finns också underarten D. p. chloroticum.